# Heliconia hirsuta
Heliconia hirsuta là một loài thực vật có hoa trong họ Heliconiaceae. Loài này được L.f. mô tả khoa học đầu tiên năm 1782.

## Hình ảnh

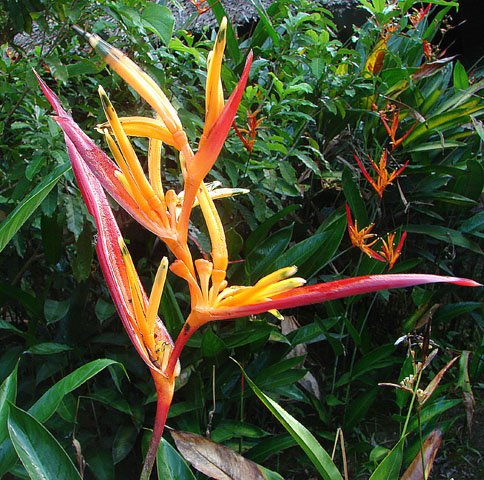